# Nectandra dasystyla
Nectandra dasystyla är en lagerväxtart som beskrevs av J.G. Rohwer. Nectandra dasystyla ingår i släktet Nectandra och familjen lagerväxter. Inga underarter finns listade i Catalogue of Life.